# Homalium hypolasium
Homalium hypolasium är en videväxtart som beskrevs av Gottfried Wilhelm Johannes Mildbraed. Homalium hypolasium ingår i släktet Homalium och familjen videväxter. Inga underarter finns listade i Catalogue of Life.